# Драйсдейл, Махе
Александр Махе Оуэнс Драйсдейл (англ. Alexander Mahé Owens Drysdale; 19 ноября 1978, Мельбурн, Австралия) — новозеландский гребец (академическая гребля), двукратный олимпийский чемпион в заездах одиночек (2012 и 2016), бронзовый призёр Игр 2008 года, участник Игр 2004 года (пятое место). Пятикратный чемпион мира 2005, 2005, 2007, 2009 и 2011 годов в одиночке. Получил от родителей имя от названия самого большого из острова Сейшел — острова Маэ (имя произносится на английский манер — Махе). Занимается греблей с 18 лет. Женат на Джульетт Хэйг.